# Línguas serrano
As línguas Serrano ou Serrano-Gabrielino fazem parte de um ramo das línguas uto-astecas que inclui a língua serrano e as extintas línguas Kitanemuk (Serrana própria) e  Tongva, todas da Califórnia. Esse ramo já foi considerado como parte das línguas Takic, Mas há dúvidas sobre a validade do grupo Takic como uma unidade genética, pois as semelhanças entre as línguas classificadas como tal se devem possivelmente à tomada por empréstimo de palavras entre essas línguas.

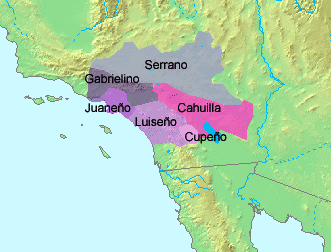
na cor cinza – Línguas Takik